# Arte povera

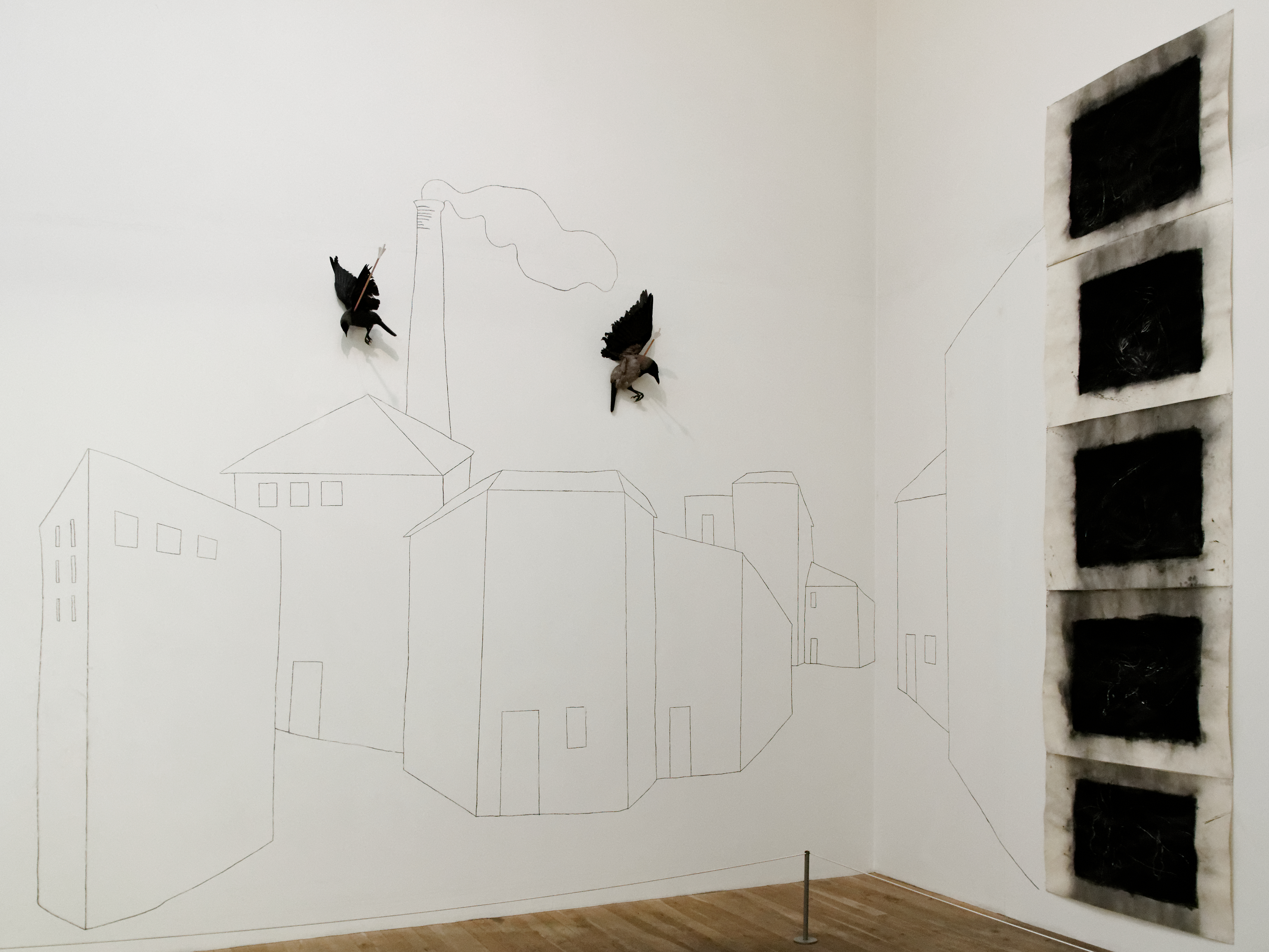
Jannis Kounellis: Zonder titel, 1979 (Tate Modern, Londen)

De term arte povera (arme kunst) werd voor het eerst gebruikt in 1967 door de Italiaanse kunstcriticus Germano Celant om het werk van een aantal jonge kunstenaars te beschrijven die installaties maakten met eenvoudige materialen. Arte povera was een invloedrijke kunststroming in de jaren zeventig met raakvlakken aan de internationale fenomenen zoals land art, minimal art en conceptuele kunst. De kunstenaars waren afkomstig uit Genua, Turijn, Rome en Milaan.
De essayist Germano Celant zette de principes van de kunststroming uiteen in Arte Povera uit 1969 en was er uiteraard de grote promotor van. Arte povera wilde een verdere evolutie zijn van op-art en popart en wees zowel het 'schilderij-object' af van de eerste als de 'wijze van naar buiten treden' van de laatste. Deze kunstvorm wilde aansluiting zoeken zowel bij het Amerikaanse neo-dadaïsme als bij het Franse nouveau réalisme. Door het kunstwerk als verhandelbaar 'product' te ontkennen, ontstonden kortstondige creaties in vergankelijke materialen en op tijdelijke plaatsen.

## Kunstenaars
Tot de meest Italiaanse vertegenwoordigers van de stroming behoren:
- Giovanni Anselmo
- Alighiero Boetti
- Luciano Fabro
- Eva Hesse
- Jannis Kounellis
- Luigi Mainolfi
- Michelangelo Pistoletto
- Eliseo Mattiacci
- Mario Merz
- Marisa Merz
- Pino Pascali
- Giuseppe Penone
- Gian Carlo Riccardi
- Gilberto Zorio

Ook de volgende kunstenaars worden soms genoemd:
- Carl Andre, Joseph Beuys, Walter De Maria, Marinus Boezem, Jan Dibbets, Ger van Elk, Richard Long.